# Искендерли, Вюсал Махмуд оглы
Вюсал Махмуд оглы Искендерли (азерб. İsgəndərli Vüsal Mahmud oğlu; 3 ноября 1995, Физули, Азербайджан) — азербайджанский футболист, полузащитник клуба «Партизани» и сборной Азербайджана.

## Биография
Футболом начал заниматься в возрасте 13 лет в детском клубе «Умид» под руководством тренера Беюкхана Мамедова. Участвовал в первенстве города Баку. В 2012 году перешёл в молодёжный состав ФК «Ряван», где выступал до 17 лет. После этого в течение двух лет играл за дубль команды.

## Клубная карьера

### Чемпионат
Профессиональную карьеру футболиста начал в 2014 году в составе ФК «Симург», выступавшей в Премьер-лиге Азербайджана. Чередовал выступления как в составе дубля, так и в основном составе клуба. 
Дебютировал в основном составе «закатальцев» 28 мая 2015 года в матче против ФК «Хазар-Ленкорань». При этом провёл на поле первые 71 минуту матча. 
Летом 2015 года перешёл в ФК «Зиря», который дебютировал в Премьер-лиге Азербайджана. Первую игру в новом клубе провёл за дубль команды и отметился забитым голом.
11 января 2024 года подписал контракт с «Болуспор». В сезонах 2023/2024 и 2024/2025 выступал за «Болуспор», играющий в Первой лиге Турции. 5 июня 2025 года покинул команду.

### Сборная Азербайджана
19 января 2019 года дебютировал за сборную Азербайджана.

## Статистика
Статистика выступлений в чемпионате Азербайджана по сезонам:
| № | Сезон   | Клуб   | Игр | В запасе | Голов |
| - | ------- | ------ | --- | -------- | ----- |
| 1 | 2014/15 | Симург | 1   | 0        | 0     |
| 2 | 2015/16 | «Зиря» | 0   | 0        | 0     |